# (1709) Ukraina
(1709) Ukraina ist ein Asteroid des Hauptgürtels, der am 16. August 1925 vom russischen Astronomen Grigori Abramowitsch Schain am Krim-Observatorium in Simejis
(IAU-Code 094) entdeckt wurde.
Benannt ist der Asteroid nach der damaligen Sowjetrepublik Ukraine.